# Zajatci mlhy
Zajatci mlhy (rusky Полумгла) je rusko-německý film z období druhé světové války, uvedený v roce 2005.
Film je debutem režiséra Arťoma Antonova, v hlavní roli se představil Jurij Tarasov.
Tématem filmu je život lidí, kteří se války přímo nezúčastní (němečtí zajatci, ruské vesničanky), ale jsou jí přesto osudově ovlivněni.
Důstojník Grigorij Anochin se zotavuje po zranění na frontě, místo toužebně očekávaného návratu do bojů je však vyslán se skupinou německých zajatců do zapadlé severské vesnice, aby zde vystavěli věž pro navádění letadel. V zimě a sněhu se rozbíhá stavba, zvolna se mění přístup vesničanek, jejichž mužové jsou ve válce. Navzdory počáteční nenávisti nastává situace, kdy jsou zajatci považováni za součást vesnice, bydlí u opuštěných žen a pomáhají v domácnosti. Příběh vrcholí tragicky – přijíždí Anochinovi nadřízení, oznamují, že věž už byla postavena jinde a nechávají „přebytečné“ zajatce postřílet.